# Ascàlab

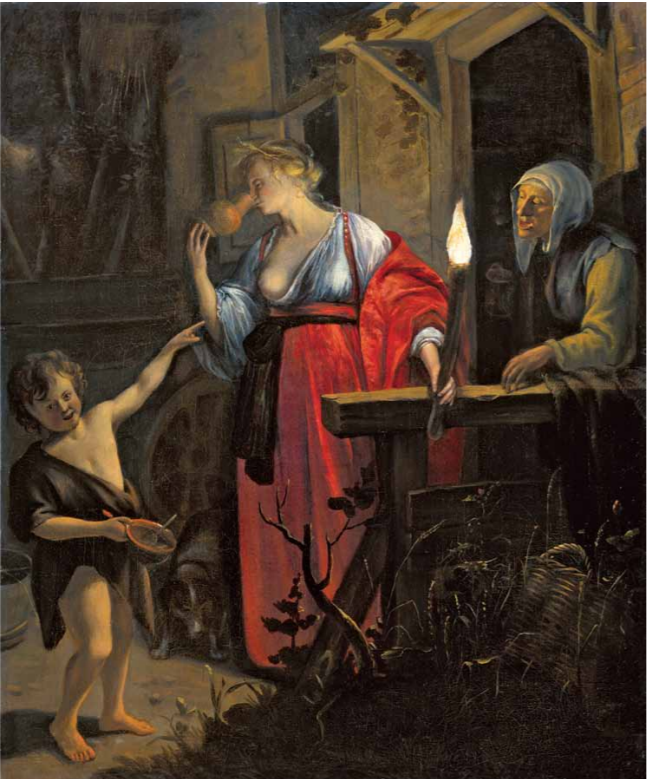
Representació d'Ascàlab.

Segons la mitologia grega, Ascàlab (en grec antic Άσκάλαβος), va ser un nen que va riure's de la deessa Demèter mentre aquesta prenia un got de licor dolç cobert amb farina torrada, ofert per Misme, la mare del nen, quan la dea, exhausta per la cerca constant de la seva filla Persèfone, necessitava refrescar els seus llavis. Dèmeter, enutjada, li llençà al damunt la resta de la beguda i el nen va quedar convertit en un llangardaix clapejat.